# Ласло Чонграді
Ласло Чонграді (угор. Csongrádi László, нар. 5 липня 1959, Будапешт, Угорщина) — угорський фехтувальник на шаблях, олімпійський чемпіон 1988 року.

## Виступи на Олімпіадах
| Олімпіада | Дисципліна     | Місце |
| --------- | -------------- | ----- |
| Сеул 1988 | командна шабля | 1     |